# Posio
Posio este o comună din Finlanda.